# Lorena María Vargas Villamil
Lorena María Vargas Villamil (n. 27 de agosto de 1986), destacada desportista colombiana da especialidade de Ciclismo que foi campeã sul-americana em Medellín 2010.

## Jogos Sul-americanos
Foi reconhecido seu triunfo de ser a décima quinta desportista com o maior número de medalhas da selecção de  Colômbia nos jogos de Medellín 2010.

### Jogos Sul-americanos de Medellín 2010
Seu desempenho na nona edição dos jogos, identificou-se por ser a trigésima sexta desportista com o maior número de medalhas entre todos os participantes do evento, com um total de 3 medalhas:

- , Medalha de ouro: Corrida Pontos Ciclismo Pista Mulheres
- , Medalha de ouro: Ciclismo Pista Scratch Mulheres
- , Medalha de ouro: Ciclismo Pista Perseguição Equipo Mulheres